# 石井博泰
石井 博泰（いしい ひろやす、1967年3月5日 - 2018年5月17日）は、日本の元俳優。

## 来歴
代表作は『ビー・バップ・ハイスクール』シリーズの菊永淳一役。
横浜の暴走族「シルクロード」にも所属していた。俳優業引退後は、トラック運転手。
2018年5月17日、51歳で死去。

## 晩年の様子
2009年頃からビーバップ世代の作品が評価され始めると、関連のイベント出演のため日本全国を飛び回っていた。しかし、2014年の大阪でのイベント終了後に地下鉄の階段から転落し、頭部を36針を縫う重度の脳挫傷を負った。右半身の痺れといった後遺症を患いながら、治療費の捻出のために日用品や車、最終的には自宅も競売にかけられる。その後生活保護を受給しながら、治療を続けていた。

## 主な出演作

### 映画
- ビー・バップ・ハイスクール（1985年） - 菊永淳一 役
- 極道の妻たち（1986年） - 菊仲礼治 役
- ビー・バップ・ハイスクール 高校与太郎哀歌（1986年） - 菊永淳一 役
- ビー・バップ・ハイスクール 高校与太郎行進曲（1987年） - 菊永淳一 役
- ビー・バップ・ハイスクール 高校与太郎狂騒曲（1987年） - 菊永淳一 役
- 新宿純愛物語（1987年） - 石田 役

### 雑誌
- (株)笠倉出版社　チャンプロード
- ミリオン出版(株)　実話ナックルズ
- (株)芸文社　 トラッカーマガジンカミオン

### テレビ
- 雨上がり決死隊のトーク番組アメトーーク! ビーバップ芸人特集（2010年11月19日、テレビ朝日） 動画出演
- コレってアリですか?「バイク男」（日本テレビ）
- キャットファイト（2011-2014年、3年連続出場）
- 順番番長（2012年、関西テレビ）
- パラダイステレビ（2012年）